# Ilqar Mämmädov
Ilqar Yaşar oğlu Mämmädov (azerbajdzjanska: İlqar Yaşar oğlu Məmmədov, ryska: Ильгар Мамедов, Ilgar Mamedov), född den 15 november 1965 i Baku, Azerbajdzjan, är en rysk fäktare som ingick i de ryska lag som tog OS-guld i herrarnas lagtävling i florett i samband med de olympiska fäktningstävlingarna 1996 i Atlanta liksom åtta år tidigare i Seoul.